# دونگا یوبوویجا
دونگا یوبوویجا (به صربی: Donja Ljuboviđa) یک منطقهٔ مسکونی در صربستان است که در یوبووییا واقع شده‌است.